# Lost in the Arctic

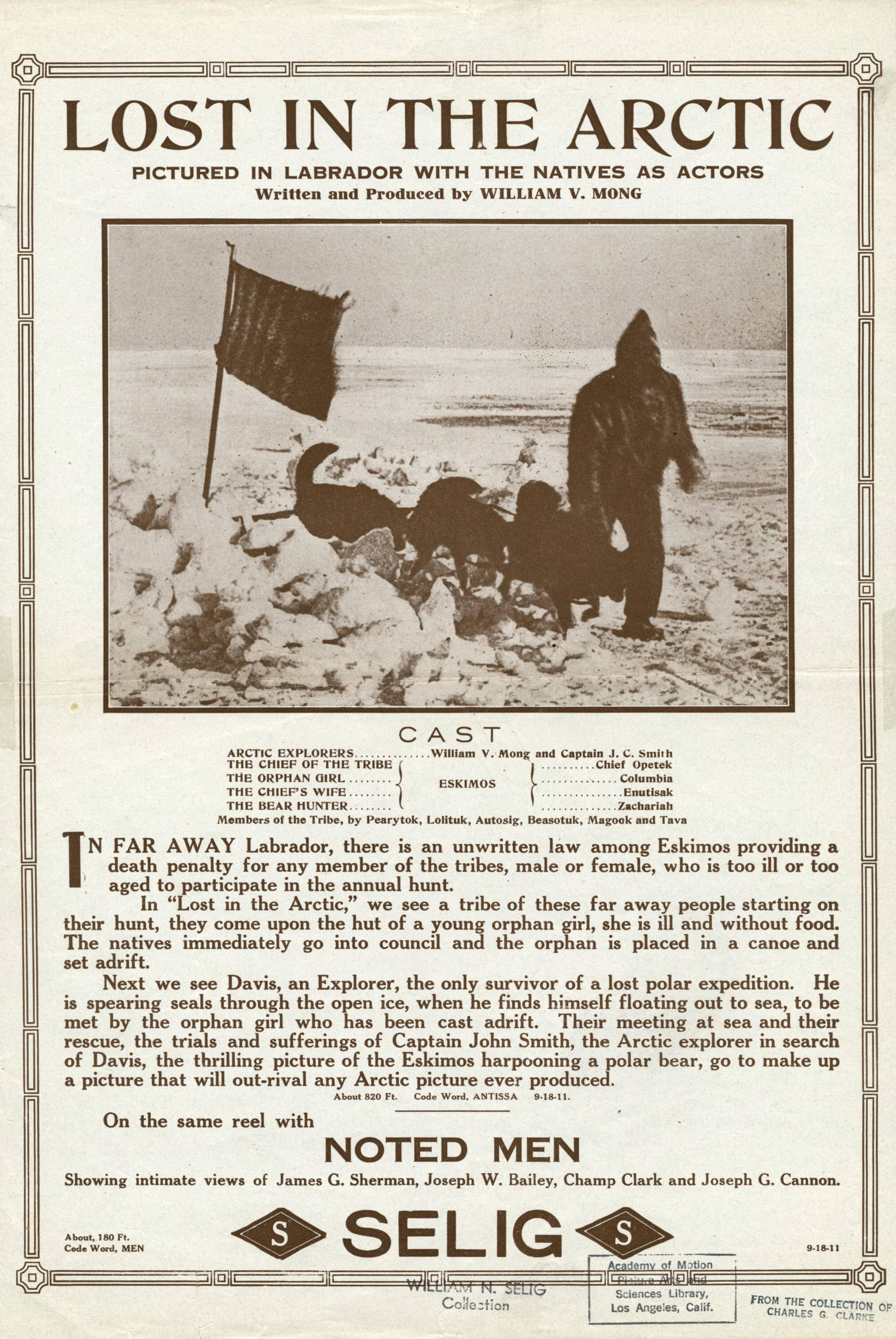
Dépliant pour la sortie du film « Lost in the Arctic » (« Perdu dans l'Arctique » en français) en 1911.

Lost in the Arctic est un film muet américain réalisé par William V. Mong et sorti en 1911.

## Fiche technique
- Réalisation : William V. Mong
- Scénario : William V. Mong
- Production : William Selig
- Date de sortie :
  - États-Unis : 18 septembre 1911

## Distribution
- William V. Mong
- J.C. Smith